# Louis-Jean Levesque de Pouilly
Pour les articles homonymes, voir Levesque de Pouilly et Jean-Louis Levesque.

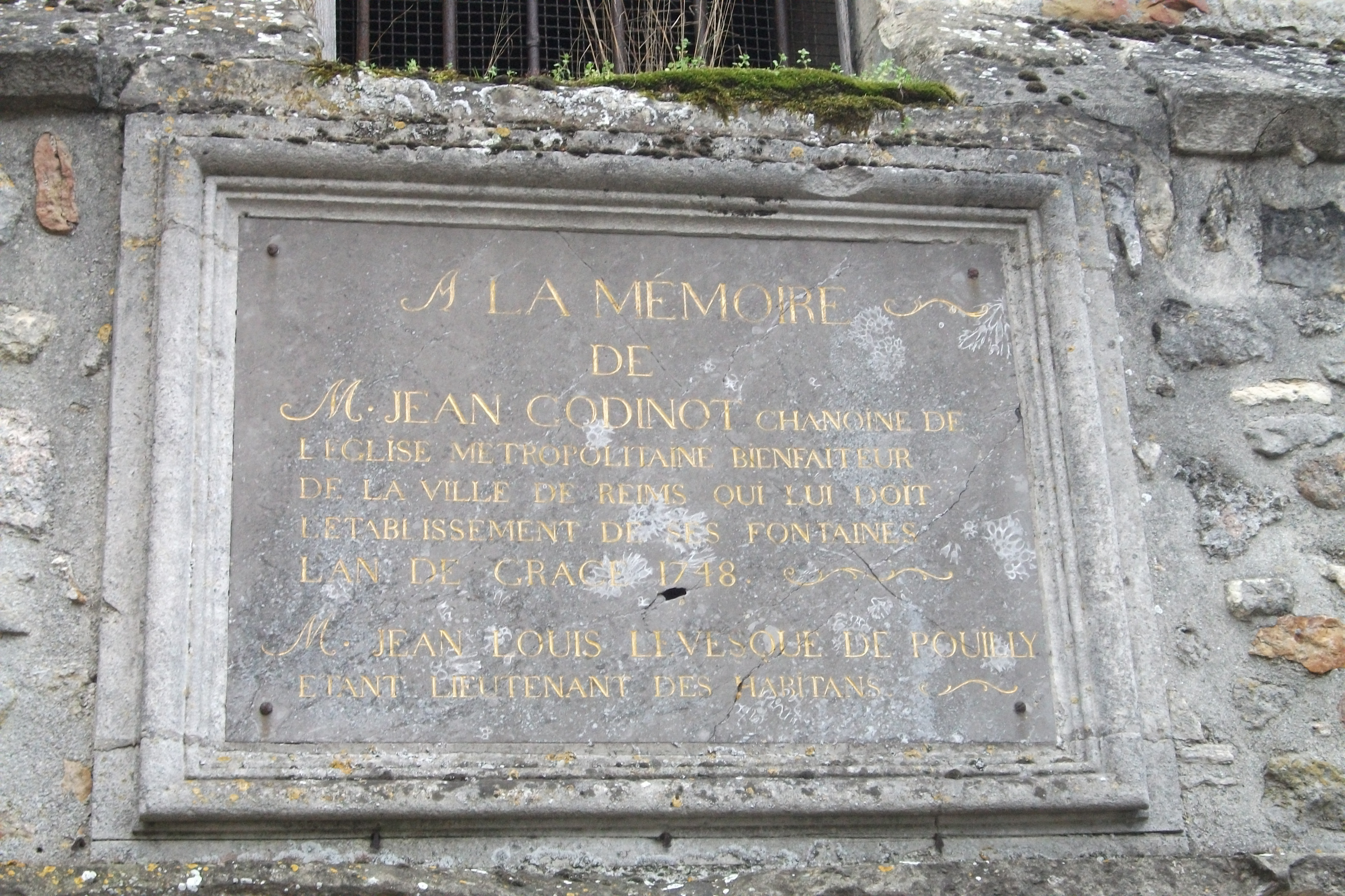
dédicace qu'il fit placer en hommage à Jean Godinot sur une pompe de relevage pour alimenter en eau les fontaines de la ville.

Louis-Jean Levesque de Pouilly, né à Reims en 1691 et mort le 4 mars 1750 dans la même ville, est un homme de lettres français.

## Biographie
Fils de Jacques Lévesque, seigneur de Pouilly, et de Marie Roland, i est le frère aîné de Jean Levesque de Burigny (1692-1785), et de Gérard Lévesque de Champeaux (1694-1778).
Après des études à Reims, il s’installe à Paris avec ses frères. Il s’intéresse aux mathématiques, aux belles lettres, à la philosophie et à la morale et travaille sur les Principia de Newton. Il fréquente les rédacteurs du périodique L’Europe savante<ref> Leonid Belozobov, L’Europe savante (1718-1720), Paris, Nizet,1968.<ref>  et entretient entre 1718 et 1720 des relations avec Bolingbroke à propos de la philosophie naturelle. Élu membre associé de l’Académie des Inscriptions et Belles Lettres en 1722, il participe à des débats autour des sources de l’Histoire antique. Il quittera définitivement l’Académie au moment de son mariage.
Après des ennuis de santé et un voyage en Angleterre où il rencontre Pope, il se marie en janvier 1727 avec Anne Roland, et devient seigneur d’Arcis-le-Ponsart et Bouilly ; ils seront les parents de Jean-Simon Levesque de Pouilly (1734-1820).
Pouilly entretient alors une relation amicale avec le chancelier d’Aguesseau qui l’encouragera à écrire son traité de morale et relira ses manuscrits. Il entre aussi en relation avec Voltaire qui lui rend visite à Reims en compagnie d’Émilie du Châtelet.
En 1746 il devient Lieutenant des habitants de la ville de Reims : à ce titre il crée des fontaines publiques avec l’aide du chanoine Godinot et du P. Fery, il aménage les rues de la ville, élabore un projet pour la place Royale et fonde une école de mathématiques et une école de dessin. Parallèlement il travaille à la rédaction de sa Théorie des sentiments agréables qui lui apporte la notoriété jusque dans l’Encyclopédie : la dernière version, publiée en 1749, est dédiée au roi Louis XV. Son dessein est de prouver que le bonheur peut s’éprouver dans une morale fondée sur le sentiment et sur une esthétique de l’harmonie accessibles au plus grand nombre.
Il meurt à Reims en mars 1750 ; il est inhumé dans l’église Saint-Jacques. Son ami, le chanoine de Saulx, compose une ode et un éloge qu’on peut lire dans l’édition posthume de la Théorie des sentiments agréables (1774).

## Œuvres
Théorie des sentiments agréables
- Théorie des sentiments agréables, où l’on établit les principes de la morale dans Recueil de divers écrits sur l’amour et l’amitié, la politesse, la volupté, les sentiments agréables, l’esprit et le cœur, Paris, Vve Pissot, 1736.
- Réflexions sur les sentiments agréables, et sur le plaisir attaché à la vertu, Montbrillant, 1743 [édition due à Gauffecourt].
- Théorie des sentiments agréables, où, après avoir indiqué les règles que la nature suit dans la distribution du plaisir, on établit les principes de la théologie naturelle et ceux de la philosophie morale, préface de J. Vernet, Genève, Barrillot et fils, 1747 (Slatkine reprints 1972).  
- Théorie des sentiments agréables, Paris, David le jeune, 1748.
- Théorie des sentiments agréables, Paris, David le jeune 1749, avec frontispice et gravures dessinées par de Sève.
Autres œuvres
- Dissertation sur l’incertitude de l’Histoire des quatre premiers Siècles de Rome, Registre des Assemblées et délibérations de l’Académie Royale des Inscriptions et Belles Lettres, 15 décembre 1722. Imprimée dans les Mémoires de Littérature tirés des Registres de l’Académie Royale des Inscriptions et Belles Lettres. Depuis l’année MDCCXVIII jusque et compris l’année MDCCXXV. Tome sixième, Paris, de l’Imprimerie Royale, 1729 et Amsterdam, François Changuion, 1731.
- Nouveaux essais de critique sur la fidélité de l’Histoire, 22 décembre 1724, dans Mémoires de l’Académie, Paris, 1729.
- Description d’un monument découvert dans la ville de Reims en 1738, Reims, Gabriel Dessain, 1749.
-  Discours prononcé par M. de Pouilly, Lieutenant des habitants de la ville de Reims, à la rénovation des officiers, le 6 mars 1748, dans Théorie des sentiments agréables, 5e édition, Paris, Debure, 1774.
-  Discours prononcé par M. de Pouilly, Lieutenant des habitants de la ville de Reims, à la rénovation des officiers, le 17 février 1750, dans Théorie des sentiments agréables, 5e édition, Paris, Debure, 1774.